# Jérémie (Buddy Longway)
Pour les articles homonymes, voir Jérémie (homonymie).
Jérémie est un personnage masculin de la série de bande dessinée Buddy Longway.
Fils aîné de Buddy et Chinook, il a une petite sœur nommée Kathleen. Il naît chronologiquement dans la fin du deuxième album et au début du troisième album de la série. Il passe son enfance dans la première maison de Buddy et Chinook, avant qu'elle ne soit brûlée. Il apprend la nature et la chasse auprès de son père, qui lui offre son premier fusil, mais aussi dans la famille sioux de Chinook chez qui il séjourne quelque temps. Jérémie monte à cheval comme un Indien. Il se fait un ami, Nuage Gris, qui lui restera fidèle toute sa vie. Enfant, il l'a sauvé en lui évitant d'être piétiné par des bisons. Les deux amis seront « enterrés » côte à côte.
Il a une relation privilégiée avec un loup[réf. souhaitée]. Il l'a recueilli tout jeune, ils ont été compagnons de jeu pendant un été. Son retour à l'état sauvage a affecté Jérémie. Mais le loup qui vieillit fait des réapparitions périodiques, quand la famille est en danger. Il aurait été aperçu sur la tombe de Jérémie.
Il ressemble à son père par sa chevelure blonde, mais il a la finesse et la culture indienne de sa mère. Il est confronté aux problèmes du métissage. Adolescent, il fait le choix de participer à une initiation indienne. Plus il grandit, plus il se détache de l'enseignement de son père qui est de ne pas prendre parti mais de protéger ceux qui en ont besoin. Témoin, dès son plus jeune âge, des mauvais traitements infligés aux Indiens dont il est lui-même parfois victime, il finit par prendre ouvertement parti pour la cause des Indiens et leur révolte. Il meurt d'une balle (blanche) perdue. Il aura une sépulture indienne.